# Trichosalpinx caudata
Trichosalpinx caudata är en orkidéart som beskrevs av Carlyle August Luer och Rodrigo Escobar. Trichosalpinx caudata ingår i släktet Trichosalpinx och familjen orkidéer. Inga underarter finns listade i Catalogue of Life.